# Список умерших в 1021 году

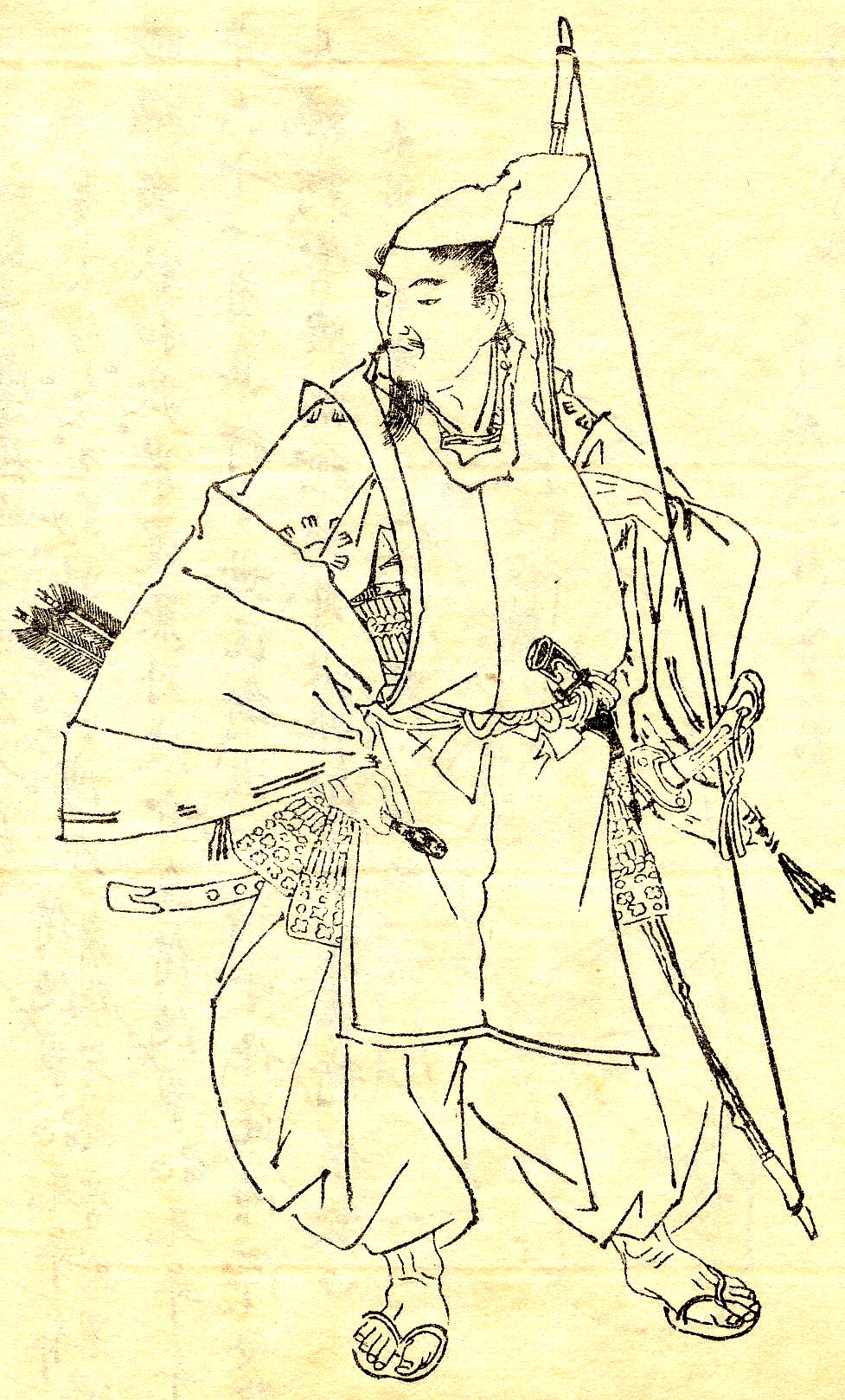
Минамото но Йоримицу

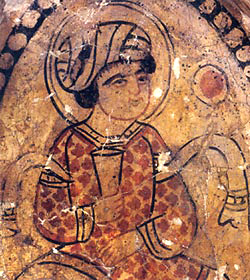
Аль-Хаким би-Амриллах

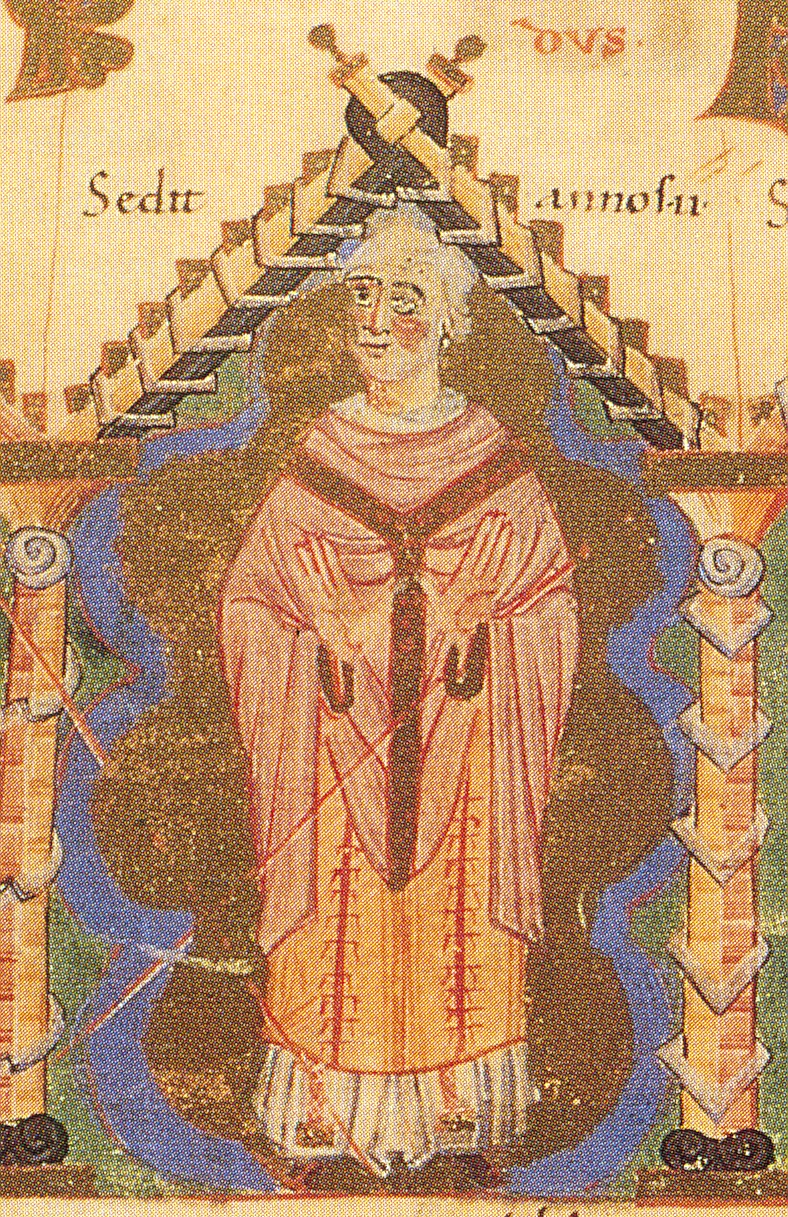
Вальтер Айштетский

В этой статье представлен список известных людей, умерших в 1021 году.
См. также: Категория:Умершие в 1021 году

## Февраль
- 13 февраля — Аль-Хаким Биамриллах (35) — исмаилитский имам и халиф из династии Фатимидов.

## Март
- 5 марта — Арнульф — архиепископ Реймса — (989—991, с 995 года)
- 16 марта — Гериберт — архиепископ Кёльна с 999 года, христианский святой.

## Апрель
- 20 апреля — Вольбод[англ.] — епископ Льежа с 1018 года, христианский святой, покровитель студентов

## Июнь
- 15 июня — Даттус — один из лидеров лангобардского освободительного движения против Византии.

## Июль
- 7 июля — Фудзивара-но Акимицу[англ.] — японский политический деятель
- Иоанн III — патриарх Антиохийский (996—1021).

## Август
- 17 августа — Эрканбальд[нем.] — архиепископ Майнца с 1011 года.
- 29 августа — Минамото но Йоримицу[англ.] — японский политический деятель, герой фольклора

## Ноябрь
- 3 ноября — Абу Абдуррахман ас-Сулами — мусульманский теолог

## Декабрь
- 20 декабря — Вальтер[нем.] — епископ Айхштета (1020—1021)

## Дата неизвестна или требует уточнения
- аль-Кирмани — персидский исламский теолог и философ
- Хамза Ибн Али — крупный друзский богослов и философ, исчез при таинственных обстоятельствах.
- Шамс ад-Даула[англ.] — буидский амир Хамадана с 997 года